# Géographie du Calvados
Le département du Calvados est bordé par la Manche au nord, et par trois autres départements normands : l'Eure à l'est, l'Orne au sud et la Manche à l'ouest ; en outre, il n'est séparé de la Seine-Maritime que par l'estuaire de la Seine.
Il s'étend sur deux régions naturelles très différentes : le Bassin parisien à l'est et Massif armoricain à l'ouest.
Le point culminant du département, le mont Pinçon, avec 365 m d'altitude, se situe au sud-ouest de Caen, sur les premières hauteurs du Massif armoricain.
Les régions naturelles qui s'y distinguent sont :
- le pays d'Auge ;
- la plaine de Caen ;
- le Bessin ;
- la campagne de Falaise ;
- le Bocage virois ;
- la Suisse normande.

Paysages du Calvados :
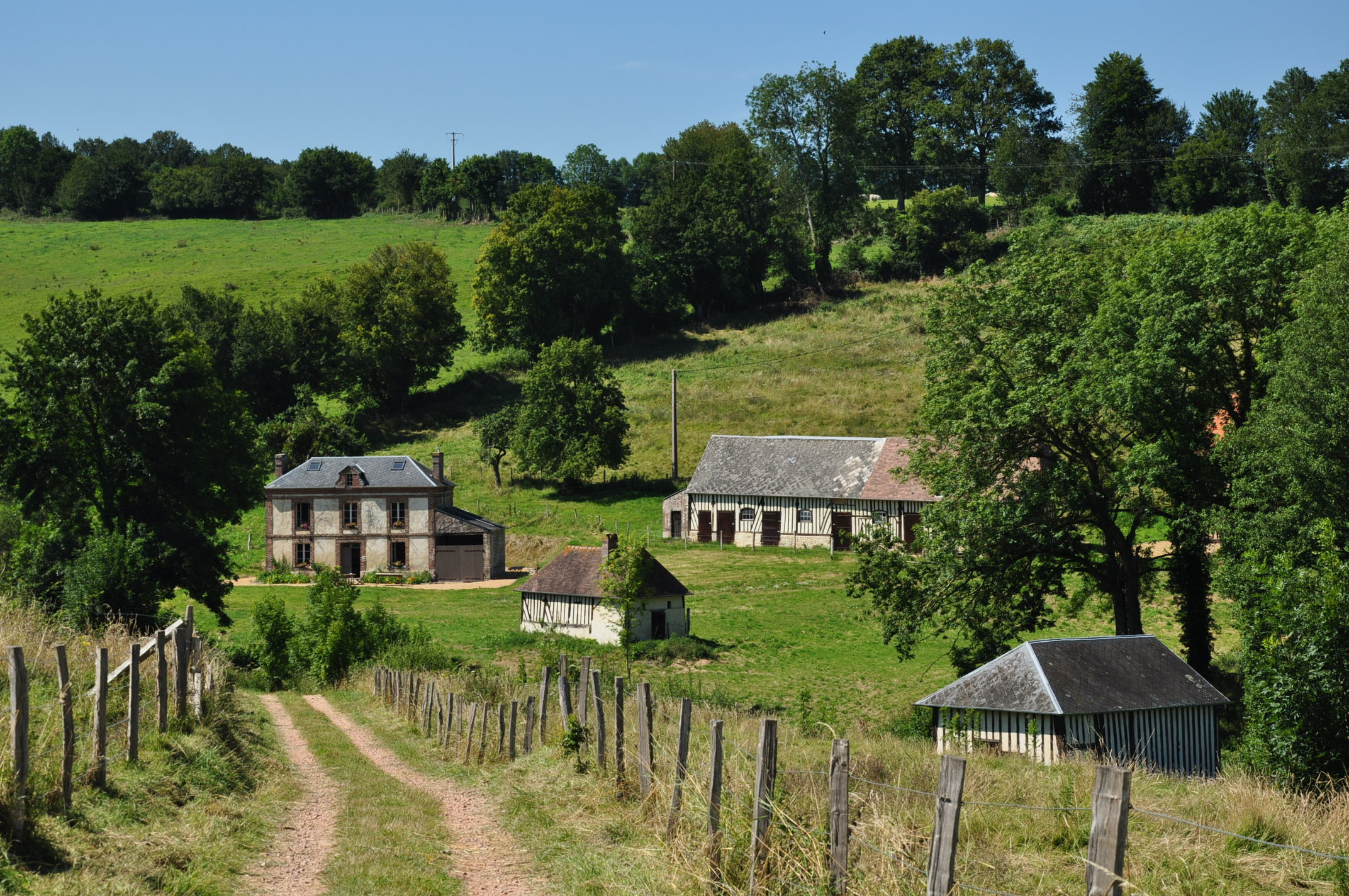
Paysage dans la commune d'Auquainville, dans l'est.
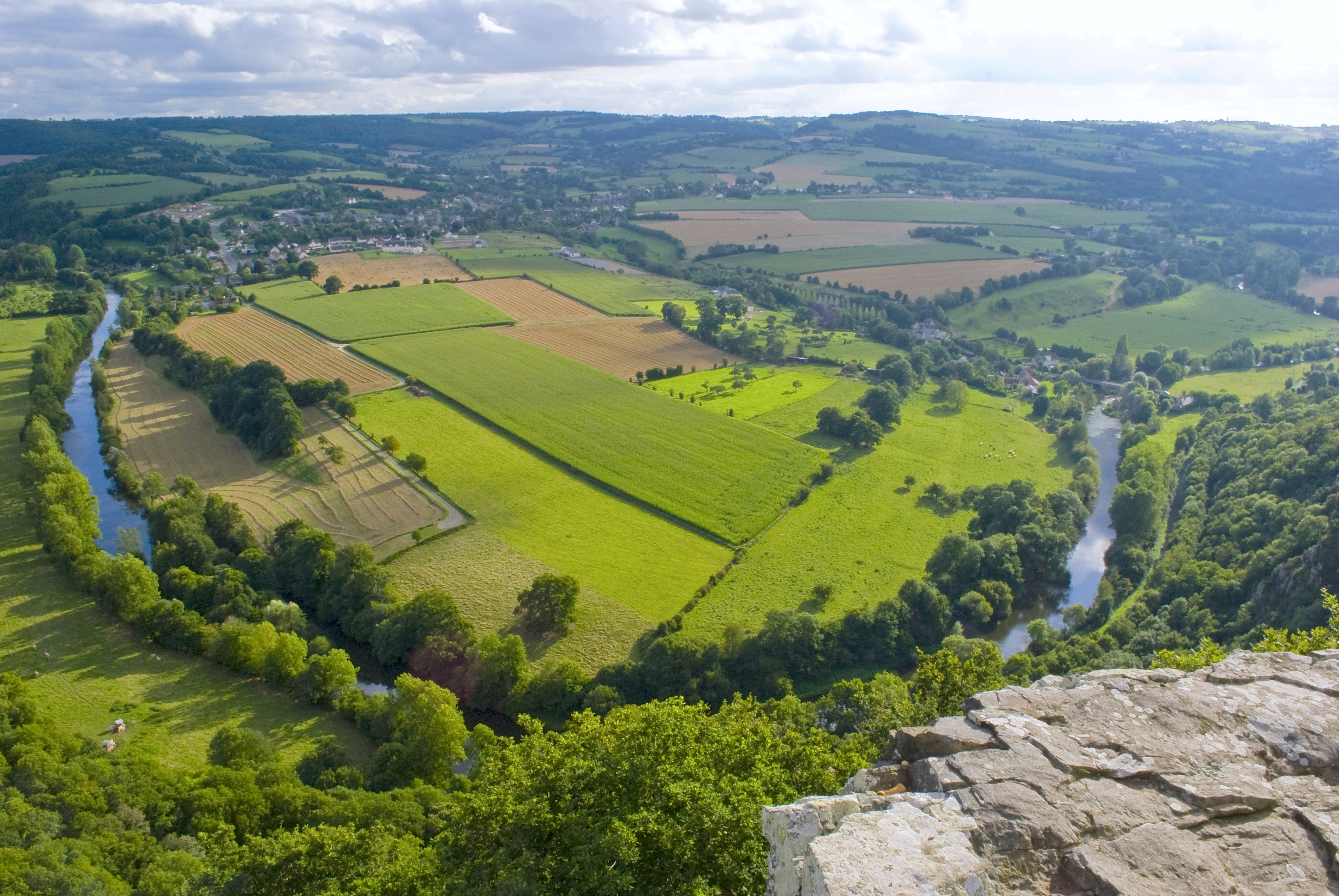
Boucle de l'Orne. Vue de Saint-Omer, dans le sud.
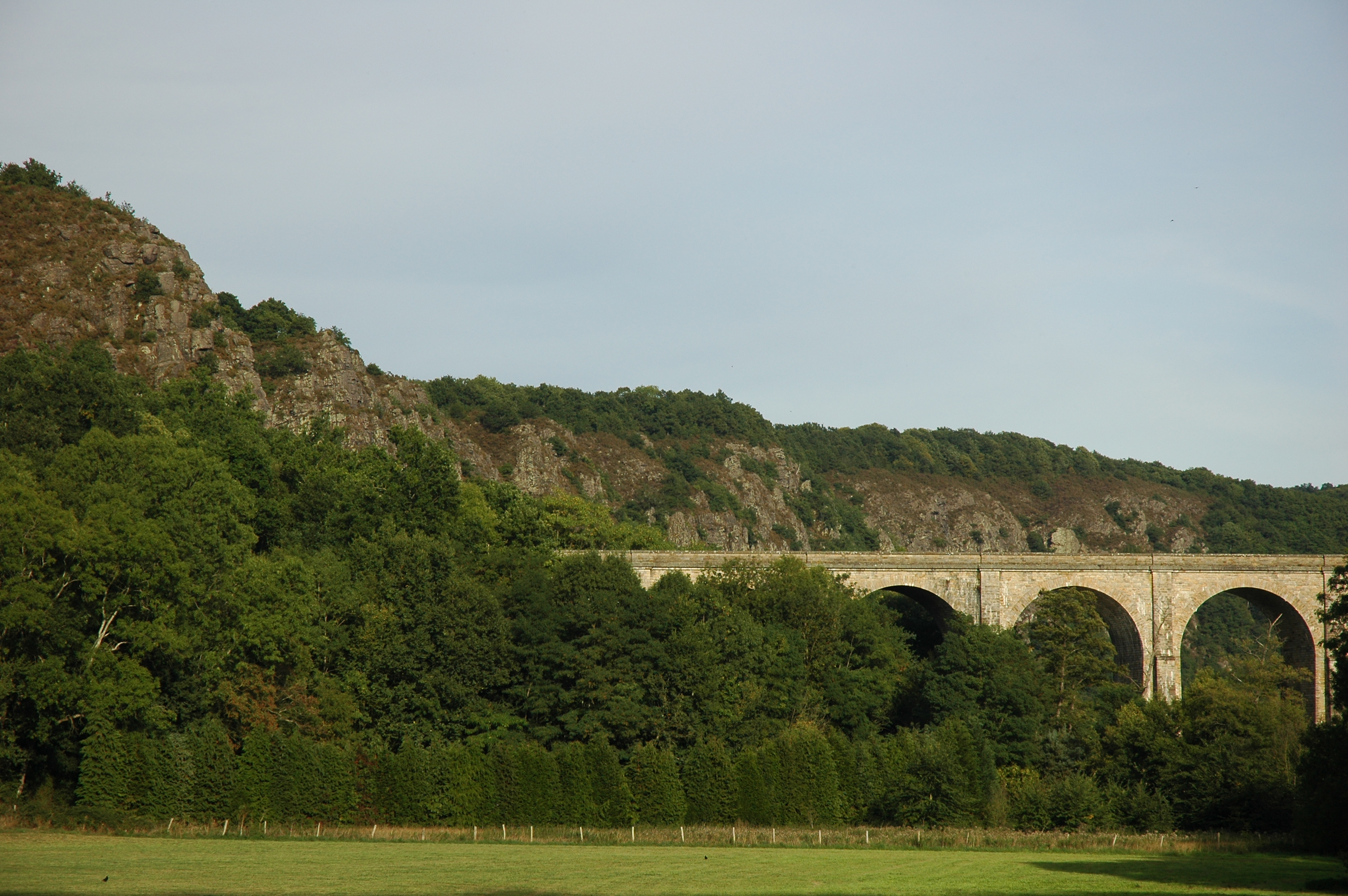
Le viaduc de Clécy, en Suisse normande, dans le sud.
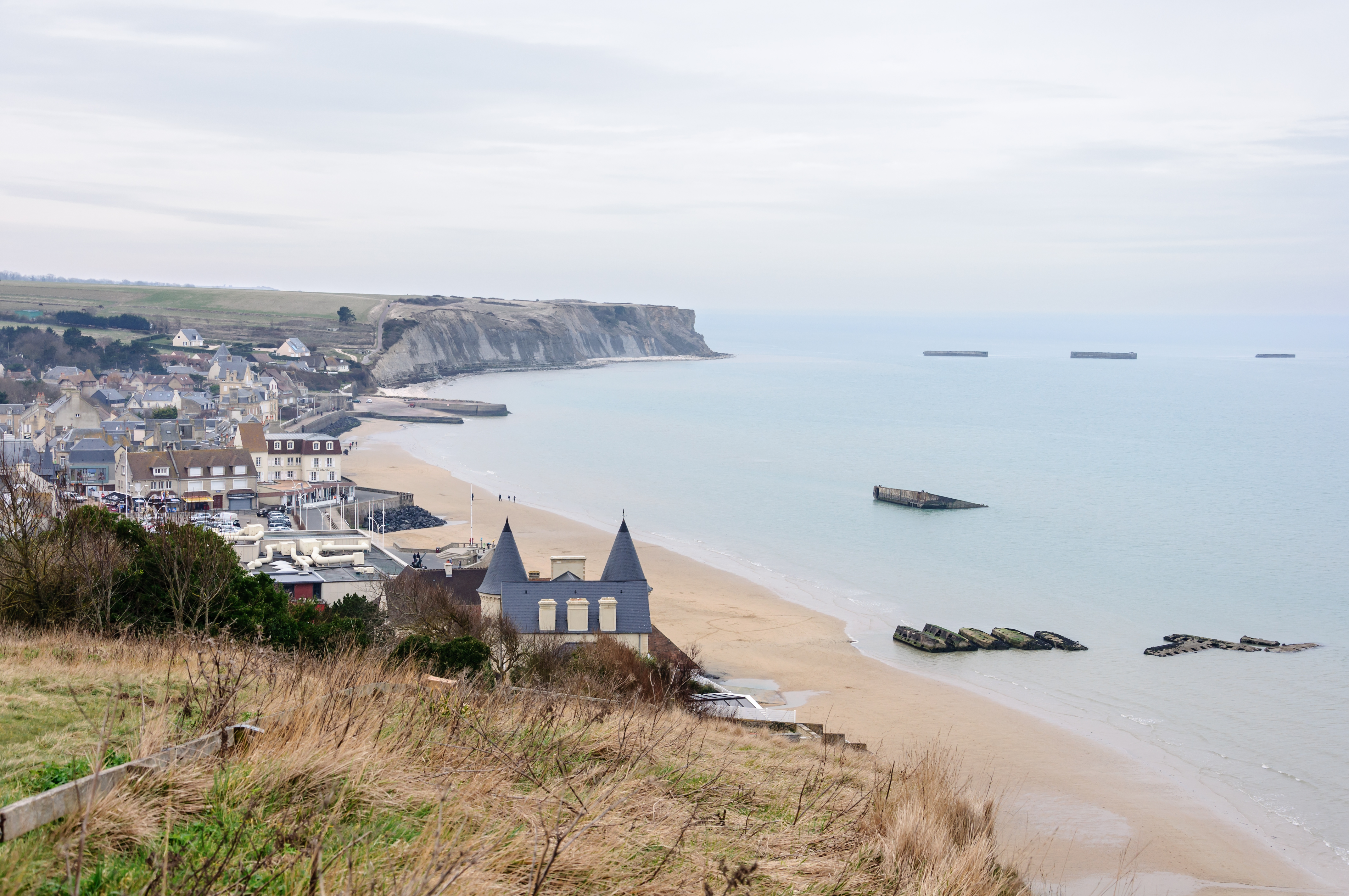
Arromanches-les-Bains vue de l'est, avec les vestiges du port Mulberry dans sa baie, dans le nord.

| \| 25 km1:729 000 Capitale nationale Capitale régionale Préfecture de département Sous-préfecture Autres villes ou villages \| MANCHE Baie de Seine Manche Orne Eure Caen Bayeux Lisieux Vire Honfleur Trouville-sur-Mer Dives-sur-Mer Mézidon-Canon Beuvron-en-Auge Ouistreham Ifs Orbec Livarot Falaise Saint-Pierre-sur-Dives Condé-sur · -Noireau Thury-Harcourt Saint-Sever-Calvados Le Bény-Bocage Villers-Bocage Caumont-l'Éventé Le Molay-Littry Arromanches-les-Bains Hérouville-Saint-Clair |
| 25 km1:729 000 Capitale nationale Capitale régionale Préfecture de département Sous-préfecture Autres villes ou villages |

| 25 km1:729 000 Capitale nationale Capitale régionale Préfecture de département Sous-préfecture Autres villes ou villages |

| \| 25 km1:729 000 Capitale nationale Capitale régionale Préfecture de département Sous-préfecture Autres villes ou villages \| MANCHE Baie de Seine Manche Orne Eure Caen Bayeux Lisieux Vire Honfleur Trouville-sur-Mer Dives-sur-Mer Mézidon-Canon Beuvron-en-Auge Ouistreham Ifs Orbec Livarot Falaise Saint-Pierre-sur-Dives Condé-sur · -Noireau Thury-Harcourt Saint-Sever-Calvados Le Bény-Bocage Villers-Bocage Caumont-l'Éventé Le Molay-Littry Arromanches-les-Bains Hérouville-Saint-Clair |
| 25 km1:729 000 Capitale nationale Capitale régionale Préfecture de département Sous-préfecture Autres villes ou villages |

| 25 km1:729 000 Capitale nationale Capitale régionale Préfecture de département Sous-préfecture Autres villes ou villages |